# Nós racionais

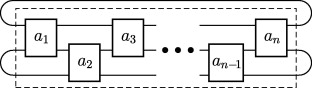
Esquemático figura de um nó racional.

Há na matemática o campo da teoria do nó, onde um nó racional é um nó que pode ser isótopo de modo que a altura da função dada por z-coordenada tem apenas dois máximos e dois mínimos como pontos críticos. Isso é equivalente aos nós racionais, o menor número possível de razões para um nó trivial.[carece de fontes?]
Outros nomes para nós racionais são 2-bridge knot do inglês, 4-plats e Viergeflechte do alemão para quatro tranças. Nós racionais são definidos da mesma forma como acima, mas cada componente terá um mínimo e máximo e, segundo a definição de Horst Schubert, os nós racionais têm como a cobertura ramificada de 2 esferas da esfera 3 sobre o nó e, isso é um espaço de lente.[carece de fontes?]
O nome nó racional foi adotado/criado por John Conway que o definiu como decorrente do numerador dos racionais emaranhados o qual é definido como o nó obtido juntando os pontos de extremidade "norte" junto com os pontos de extremidade "sul" . [carece de fontes?]

## Leitura complementar
- Horst Schubert: Über Nó mit zwei Brücken, Mathematische Zeitschrift 65:133–170 (1956).
- Louis H. Kauffman, Sofia Lambropoulou: Sobre a classificação dos racionais nós, L' Enseignement Mathématique, 49:357–410 (2003). preprint disponível em arxiv.org (Arquivado 2009-05-14).
- C. C. Adams, O Nó Livro: Uma introdução elementar para a teoria matemática de nós. American Mathematical Society, Providence, RI, 2004. xiv+307 pp. ISBN 0-8218-3678-1